# Jean Marin
Pour les articles homonymes, voir Marin.
Jean Marin, de son vrai nom Yves Morvan, est un journaliste, écrivain, militaire, homme politique et résistant français, né le 24 février 1909 à Douarnenez et mort le 3 juin 1995 à Paris 4e.
Nommé en 1954 directeur général de l'Agence France-Presse par le président du Conseil des ministres Pierre Mendès France, il en sera le Président-directeur général de 1957 à 1975. À ce jour, il est le seul président de l'Agence France-Presse à avoir fait sept mandats consécutifs à sa tête, soit 21 ans.

## Biographie
Il naît dans une famille de la petite bourgeoisie bretonne du Finistère en 1909 à Douarnenez. Il devient journaliste en 1933 après avoir été élève à l'École navale et commencé sa carrière en tant qu'officier dans la marine nationale.
Il entre très tôt dans la Résistance dès juin 1940 alors qu'il est correspondant pour l'agence Havas à Londres depuis un an. Il sera, jusqu'en 1943, l'une des voix de la France libre sur l'antenne de la BBC, dans la célèbre émission écoutée clandestinement de l'autre côté de la Manche, « Les Français parlent aux Français ». En 1944, il intègre la deuxième division blindée du maréchal Leclerc, qui libère Paris le 25 août. Après la prise de Rennes, il est chargé du redémarrage de Radio Bretagne et en est nommé directeur par le général de Gaulle. Il participe également à la naissance du quotidien Ouest-France en succession de L'Ouest-Éclair.
Il est élu en 1945 conseiller municipal de Paris. Il siège jusqu'en 1953 au sein de l'Assemblée parisienne, dont il assure la vice-présidence de 1946 à 1947.
Après un passage à la direction du quotidien Les Nouvelles du matin, il arrive à l'AFP comme directeur général. Jean Marin, l'un des artisans du statut qui donne son autonomie à l'AFP (loi du 10 janvier 1957), est élu président de l'Agence en 1957. Incarnant l'esprit d'indépendance de l'AFP et très apprécié pour son sens journalistique, il sera réélu tous les trois ans jusqu'en 1975. Il quitte ensuite le journalisme pour travailler dans la publicité, chez Publicis, TVCS et Havas.
Ses mémoires, Petit bois pour un grand feu, lui valent le Prix Saint-Simon en 1994.

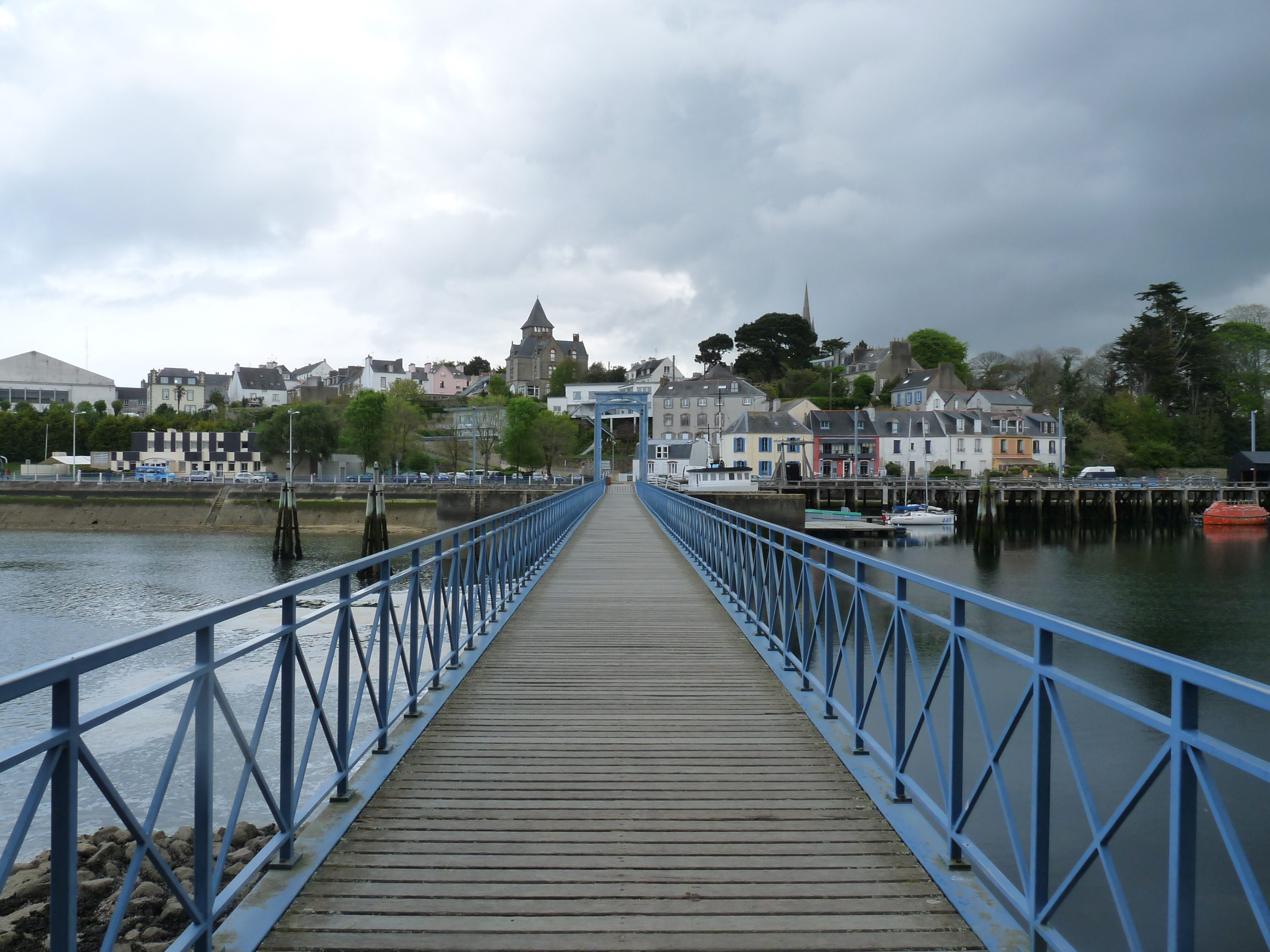
Passerelle Jean Marin à Douarnenez

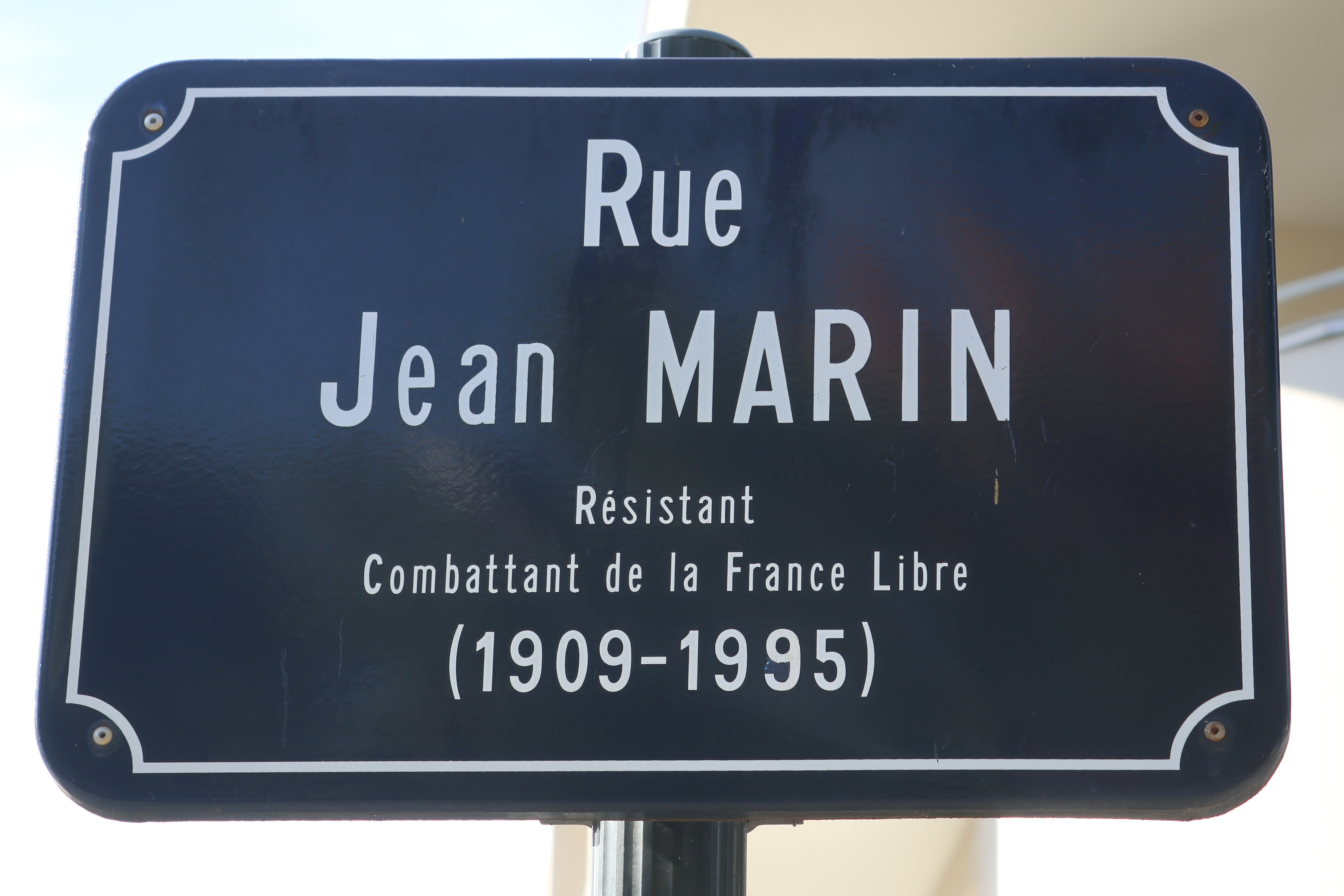
Plaque de la rue Jean Marin à Rennes

Il meurt à son domicile parisien un an plus tard, en 1995. Il est inhumé aux côtés de son épouse au cimetière de Ploaré à Douarnenez, sa ville natale.

## Œuvres
- « Français hors de France : Les Français en Angleterre », dans Jacques Meyer (dir.) et alii, Vie et mort des Français (1939-1945), Paris, Hachette (réimpr. 1980) (1re éd. 1971), 614 p., p. 171-192.
- Ile de Sein, Ouest-France, 1992, 120 p.
- Petit bois pour un grand feu, Fayard, 1994, 572 p.

## Distinctions
- Grand officier de la Légion d'honneur par décret du 30 décembre 1982, en qualité de président directeur général de télévision.
- Croix de guerre 1939–1945
- Médaille de la Résistance française avec rosette (9 octobre 1945)[7]
- Officier de l'ordre des Arts et des Lettres[8]
- Commandeur de l'ordre du Mérite touristique (1963)[9]

### Postérité
Le 1er avril 1996, le conseil municipal de Rennes décide de lui rendre hommage et de nommer une rue à son nom. À Douarnenez, une passerelle piétonne en face de l'île Tristan porte son nom.